# María Teresa Roca de Togores
Pour les articles homonymes, voir Roca.
María Teresa Roca de Togores y Pérez del Pulgar, marquise de Beniel, née à Saint-Jean-de-Luz en 1905 et morte à Madrid en 1989, est une poétesse espagnole du XXe siècle du mouvement moderniste.

## Biographie
Née dans une famille d'aristocrates, petite-fille de l'écrivain Mariano Roca de Togores, elle consacre sa carrière à la littérature. Artiste d'avant-garde, elle collabore notamment à Blanco y Negro, où elle publie des poèmes et des récits biographiques de personnalités comme Álvaro de Luna.
Elle fréquente les mêmes salons littéraires que Ernestina de Champourcin, et publie en même temps que Cristina Arteaga et Concha Méndez : entre 1923 et 1926, cette irruption de femmes dans la littérature est une surprise dans les cercles littéraires de l'époque. 
En 1935, à Ávila, elle publie Romances del sur, où l'on retrouve l'influence du García Lorca de Romancero gitano. 
En 1946, elle apparaît dans l'Antología de poetas españoles contemporáneos en lengua castellana, qui comprend seulement onze femmes (et 261 hommes), publiée par César González Ruano.

## Postérité
En 2010, son œuvre est incluse par Pepa Merlo dans Peces en la tierra (Fondation José Manuel Lara), une anthologie poétique des artistes les plus connues de la fin du XIXe siècle à la guerre d'Espagne.